# Say What You Will, Clarence... Karl Sold the Truck
Say What You Will, Clarence... Karl Sold the Truck is het debuutalbum van de Amerikaanse rockband Soul Asylum. Oorspronkelijk werd het album onder de titel Say What You Will... Everything Can Happen uitgebracht op vinyl en cassette. Op de cd staan vijf bonusnummers.

## Nummers
1. Draggin Me Down – 2:08
2. Long Day – 2:46
3. Money Talks – 2:32
4. Voodoo Doll – 3:42
5. Stranger – 3:44
6. Do You Know – 1:54
7. Sick of That Song – 0:52
8. Religiavision – 5:09
9. Spacehead – 2:08
10. Walking – 2:20
11. Broken Glass – 2:23
12. Masquerade – 5:16
13. Happy – 2:45
14. Black and Blue – 3:27